# リチャード・S・ファルド・ジュニア

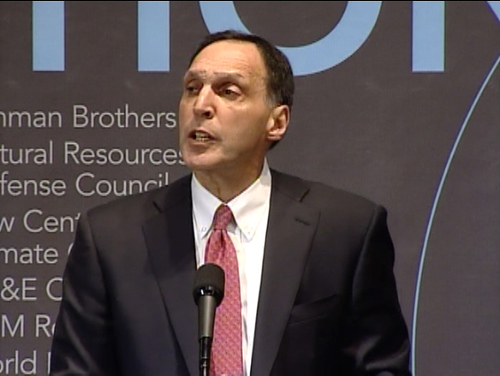
リチャード・S・ファルド・ジュニア

リチャード・セヴェリン・ファルド・ジュニア（Richard Severin Fuld, Jr., 1946年4月26日 - ）は、リーマン・ブラザーズ・ホールディングズとリーマン・ブラザーズのCEO（任期1993年-）および会長（任期1994年 - ）。
ニューヨーク州ニューヨーク市生まれ。ユダヤ系アメリカ人。
父リチャード・セヴェリン・ファルド（Richard Severin Fuld）と母エリザベスにより1946年にニューヨークで生まれる。コロラド大学ボルダー校で1969年にB.S.（理学士号）を取得し、ニューヨーク大学経営大学院（Leonard N. Stern School of Business）で1973年にMBAを取得する。
1993年から2007年の間に5億ドル(約526億円)の給与を受け取ったとして批判に晒されており、アメリカ合衆国議会で審議された金融安定化法案でも報酬の制限が議論されるほどの問題となった。しかしファルドは経営責任などを問う公聴会で「報酬の大半は自社株式であり、現金は6,000万ドルしか受け取っていない」と回答している。